# USS LST-992
O USS LST-992 foi um navio de guerra norte-americano da classe LST que operou durante a Segunda Guerra Mundial.